# Song Sun
Song Sun – chiński matematyk, od 2018 pracujący na Uniwersytecie Kalifornijskim w Berkeley. Specjalizuje się w geometrii, zwłaszcza różniczkowej.

## Życiorys
W 2006 ukończył studia na University of Science and Technology of China, a w 2010 na University of Wisconsin-Madison uzyskał doktorat pod kierunkiem Xiuxionga Chena. Po doktoracie przez trzy lata pracował w Imperial College London, po czym w 2013 przeniósł się na Stony Brook University. W 2018 został zatrudniony na Uniwersytecie Kalifornijskim w Berkeley, gdzie obecnie jest profesorem (w 2024 przebywa w Institute for Advanced Study in Mathematics na Zhejiang University). 
Na USA był promotorem czterech doktoratów. 
Swoje prace publikował m.in. w „IMRN. International Mathematics Research Notices", „Geometry & Topology”, „Journal of Differential Geometry”, „Duke Mathematical Journal”, „Mathematische Annalen”,  „Publications mathématiques de l'IHÉS” oraz najbardziej prestiżowych czasopismach matematycznych świata: „Journal of the American Mathematical Society”, „Annals of Mathematics”, „Acta Mathematica” i „Inventiones Mathematicae”.
W 2019 został nagrodzony Oswald Veblen Prize in Geometry, jest też laureatem 2021 New Horizons in Mathematics Prize.
W 2018 roku wygłosił wykład sekcyjny na Międzynarodowym Kongresie Matematyków w Rio de Janeiro.